# José Guilherme Reis Leite
José Guilherme Reis Leite GCIH (Angra do Heroísmo, 25 de Dezembro de 1943 — ) é um professor, historiador e político açoriano, que, entre outras funções foi Secretário Regional da Educação e Cultura do Governo Regional dos Açores, deputado e presidente da Assembleia Regional dos Açores e deputado pelo círculo dos Açores à Assembleia da República.

## Biografia
José Guilherme Reis Leite é licenciado em História pela Faculdade de Letras de Lisboa e doutorado em História Moderna e Contemporânea pela Universidade Nova de Lisboa, com uma dissertação intitulada Política e Administração dos Açores de 1890 a 1910 - O Primeiro Movimento Autonomista, elaborada sob a orientação do Prof. Doutor António Henrique de Oliveira Marques.
Foi professor efectivo do História no Liceu Nacional de Angra do Heroísmo, cargo de que se aposentou. Foi Secretário Regional da Educação e Cultura no I (1976 a 1980) e no II Governo Regional dos Açores (1980 a 1984). Foi deputado à Assembleia Regional dos Açores e seu Presidente de 1984 a 1992.
Foi deputado à Assembleia da República pelo círculo eleitoral dos Açores de 1992 a 1999, período durante o qual foi membro da delegação parlamentar portuguesa ao Conselho da Europa (1992 a 1996) e à União da Europa Ocidental (1992 a 1996).
José Guilherme Reis Leite é sócio correspondente da Academia Portuguesa de História, sócio efectivo da Sociedade de Geografia de Lisboa, sócio efectivo da Academia de Marinha e sócio correspondente do Instituto Histórico e Geográfico de Santa Catarina (Brasil).
Nos Açores é sócio do Instituto Cultural de Ponta Delgada, do Núcleo Cultural da Horta, do Instituto Açoriano de Cultura (a que presidiu à direcção de 1985 a 1990), da Sociedade Afonso Chaves e do Instituto Histórico da Ilha Terceira (a cuja direcção presidiu de 2001 a 2005).
Para além de colaborador assíduo da comunicação social açoriana e de reconhecido comentador político, é um reputado investigador da História dos Açores, com trabalhos publicados sobre a Autonomia e a sua evolução, com numerosos artigos publicados em revistas da especialidade e comunicações em colóquios e reuniões nacionais e internacionais.
Colabora como conferencista convidado com a Universidade dos Açores e com a Universidade do Minho.
A 9 de junho de 1989, foi agraciado com o grau de Grã-Cruz da Ordem do Infante D. Henrique.